# Gellu Naum
Gelu Naum (ur. 1 sierpnia 1915 w Bukareszcie, zm. 29 września 2001 tamże) – rumuński poeta, dramaturg, powieściopisarz, autor książek dla dzieci i tłumacz. Założyciel rumuńskiej grupy surrealistycznej.
Artystka Lyggia Naum, jego żona, była inspiracją i główną bohaterką jego powieści pt. Zenobia z roku 1985.

## Życiorys
Gellu Naum urodził się w Bukareszcie, był synem poety Andreia Nauma (który zginął w trakcie I wojny światowej, w bitwie pod Mărășești) i Marii Naum (z domu Rosa Gluck). W roku 1933 rozpoczął studia filozoficzne na Uniwersytecie Bukareszteńskim. W roku 1938 wyjechał do Francji, gdzie kontynuował studia na Uniwersytecie Paryskim. Obronił pracę doktorską dotyczącą metody scholastycznej filozofa Piotra Abelarda.
W 1936 roku (w którym została opublikowana jego pierwsza książka), Naum poznał Victora Braunera, który został jego bliskim znajomym i który w późniejszym okresie zapoznał go z André Bretonem i kręgiem surrealistów w Paryżu.
W roku 1941, przyczynił się do powstania rumuńskiej grupy surrealistów (w skład której wchodzili również Gherasim Luca, Paul Păun, Dolfi Trost oraz Virgil Teodorescu). Naum został wciągnięty do Armii Rumuńskiej podczas II wojny światowej i służył na froncie wschodnim po inwazji Związku Sowieckiego. Naznaczony wojennym doświadczeniem, po tym jak zachorował, został zwolniony ze służby w roku 1944.
W grudniu roku 1947 grupa surrealistów uległa pod naporem powojennej okupacji sowieckiej oraz udanego przejęcia rządu rumuńskiego przez władze komunistyczne. Kiedy socrealizm stał się oficjalną polityką kulturalną Rumunii, Naum mógł publikować wyłącznie książki dla dzieci (druk dwóch spośród nich, opowiadających o pingwinie Apolodorze, został kilkukrotnie wznowiony). Ponadto opublikował kilka książek w duchu socrealizmu, jednak w późniejszym okresie zanegował ich treść. Nigdy nie przestał pisać surrealistycznych wierszy.
W latach 1950–1952 wykładał filozofię, pracując jednocześnie jako tłumacz. Tłumaczył teksty takich pisarzy jak Samuel Beckett, René Char, Denis Diderot, Aleksander Dumas (ojciec), Julien Gracq, Victor Hugo, Franz Kafka, Gérard de Nerval, Jacques Prévert, Stendhal czy Juliusz Verne.
Naum wznowił swoją karierę literacką w roku 1968, w wyniku względnej liberalizacji w obrębie kultury, która nastąpiła w czasie reżimu Nicolae Ceaușescu.
Po Rewolucji w Rumunii w 1989, podróżował za granicę swojego kraju i udzielał publicznych odczytów we Francji, Niemczech, Szwajcarii i Holandii. W 1995 roku Niemiecka Centrala Wymiany Akademickiej zaproponowała mu posadę na Uniwersytecie Humboldta w Berlinie. Naum ostatnie lata życia spędził na emeryturze, w Comanie.
Odznaczony rumuńskim Krzyżem Wielkim Orderu Wiernej Służby.